# Solieria lateralis
Solieria lateralis là một loài ruồi trong họ Tachinidae.